# Hilda von Nassau

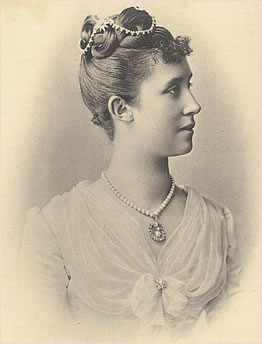
Hilda, Großherzogin von Baden

Eröffnung der Kunsthalle Baden-Baden im Jahre 1909 – links sitzend der spätere Reichskanzler Prinz Max von Baden, daneben Hilda von Baden rechts flankiert von Ehemann Friedrich II. von Baden

Prinzessin Hilda von Nassau, vollständiger Name: Prinzessin Hilda Charlotte Wilhelmine von Nassau (* 5. November 1864 in Biebrich bei Wiesbaden; † 8. Februar 1952 in Badenweiler) war die letzte Großherzogin von Baden.

## Herkunft
Hilda war die jüngste Tochter des Herzogs Adolph I. von Nassau (1817–1905) und dessen Gattin Prinzessin Adelheid Marie von Anhalt-Dessau (1833–1916), Tochter von Prinz Friedrich August und dessen Gattin Prinzessin Marie Luise Charlotte von Hessen-Kassel.
Ihr Vater büßte nach dem verlorenen Deutschen Krieg 1866 die Herrschaft über das Herzogtum Nassau ein, welches von Preußen annektiert wurde. 1890 wurde er Großherzog von Luxemburg. Wegen des Aussterbens im Mannesstamme des niederländischen Königshauses (Oranien-Nassau) gelangten die nächsten männlichen Verwandten, die früheren Herzöge von Nassau, an die Regierung. Damit erhielt Luxemburg seine eigene erbliche Dynastie, das Haus Nassau-Weilburg.

## Geschwister
- Wilhelm IV. (1852–1912)
- Friedrich (1854–1855)
- Marie (*/† 1857)
- Franz (1859–1875)

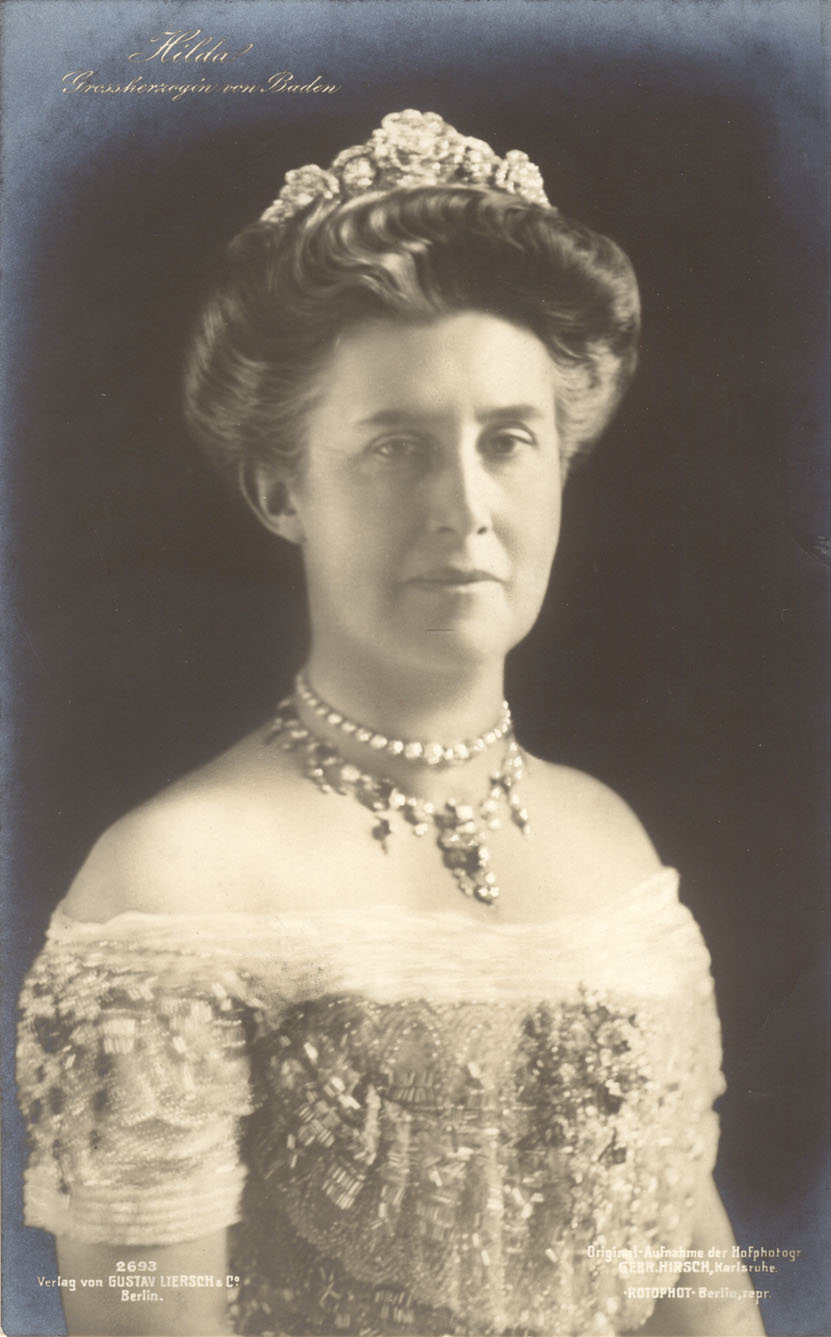
Stifterin der Festungsruine Königstein im Jahre 1922 – Geschenk an die Stadt

Die spätere Großherzogin von Baden verlebte ihre Jugend zusammen mit ihren Geschwistern im Taunus und im Isartal.

## Leben
Prinzessin Hilda von Nassau heiratete am 20. September 1885 auf Schloss Hohenburg Erbgroßherzog Friedrich, seit 1907 Großherzog Friedrich II. von Baden (1857–1928), Sohn des Großherzogs Friedrich I. und dessen Gattin Prinzessin Luise von Preußen, Tochter des Deutschen Kaisers Wilhelm I. Die Ehe blieb kinderlos.

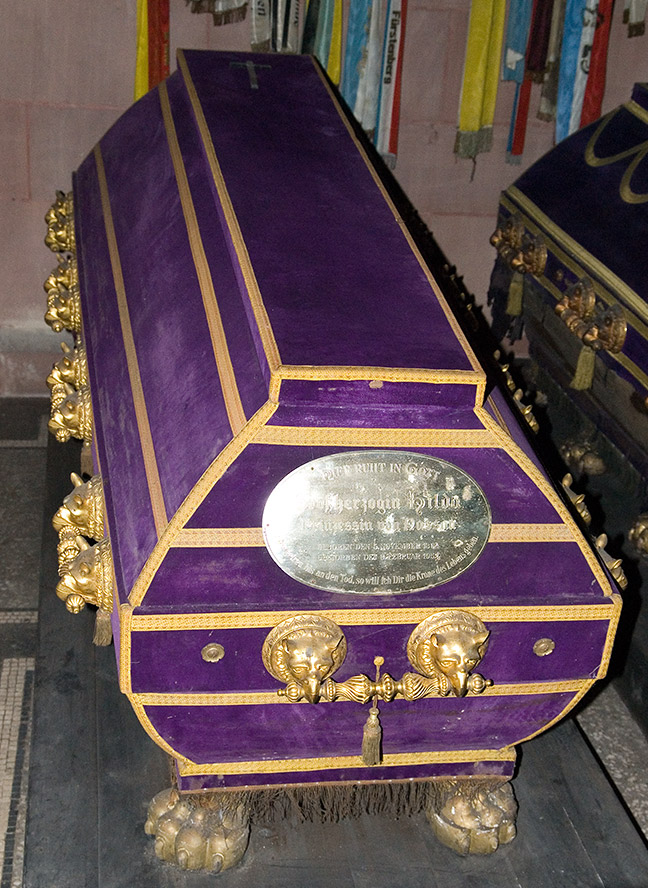
Der Sarg der Großherzogin in der Krypta der Grabkapelle in Karlsruhe

Prinzessin Hilda war eine intelligente Frau, deren besonderes Interesse der bildenden Kunst galt. Sie besuchte gern Künstlerateliers, Bilderausstellungen und Museen.
Bei der Trauerfeier in der evangelischen Stadtkirche von Badenweiler nahm die Bevölkerung zusammen mit den Angehörigen der Fürstenhäuser und des Adels Abschied von der Verstorbenen. Ihre letzte Ruhestätte befindet sich in der Krypta der fürstlichen Grabkapelle in Karlsruhe. Nach ihr sind zahlreiche Schulen und Straßen benannt, unter anderem das Hilda-Gymnasium in Pforzheim, das Hilda-Gymnasium in Koblenz sowie die Nördliche und Südliche Hildapromenade in Karlsruhe. Zudem war sie Namensgeberin für den Hildatempel in Königstein im Taunus sowie für den Hildaturm auf dem Freiburger Lorettoberg und die dortige Hildastraße. Auch die Hildabrödle, eine badische Gebäckspezialität, gehen auf sie zurück.